# スーパータイガー/黄金作戦
『スーパータイガー/黄金作戦』（Le tigre se parfume à la dynamite）は、1965年に公開されたクロード・シャブロル監督、ロジェ・アナン主演・脚本のスパイ映画である。この映画は1964年に公開された『暗殺指令/虎は新鮮な肉を好む』の続編である。

## あらすじ
タイガーは沈没船の調査のために派遣される。船内の宝の調査中にも敵に妨害される。その敵の中いる世界征服を夢見る元ナチスのハンス・ヴァン・ヘンドルフという男は世界中に散らばった元同志のネットワークを維持するために沈没船の宝を必要としていた。

## キャスト
| 役名             | 俳優                     | 日本語吹替                                 |
| 役名             | 俳優                     | NETテレビ版                                |
| ---------------- | ------------------------ | ------------------------------------------ |
| タイガー         | ロジェ・アナン           | 小林修                                     |
| デュベ           | ロジェ・デュマ           | 朝倉宏二                                   |
| ベルモレル       | ミシェル・ブーケ         | 保科三良                                   |
| サンチェス       | カルロス・カサラヴィリラ | 大木民夫                                   |
| サリータ         | ミカエラ・チェンダリー   | 火野捷子                                   |
| ポンタリエ       | ホセ・マリア・カファレル | 杉田俊也                                   |
| パメラ           | マーガレット・リー       | 北浜晴子                                   |
| ヤンケルビッチ   |                          | 北村弘一                                   |
| ヴンシェンドルフ |                          | 辻村真人                                   |
| ムスターファ     |                          | 水島晋                                     |
| ラマール         |                          | 徳丸完                                     |
| ブラッキー       |                          | 野本礼三                                   |
| ホベル           |                          | 村松康雄                                   |
| アナ             |                          | 中村美智子                                 |
| 士官(1)          |                          | 広瀬正志                                   |
| 士官(2)          |                          | 坂井泉                                     |
| 士官(3)          |                          | 宮本信人                                   |
| 女(1)            |                          | 上本浩子                                   |
| 女(2)            |                          | 落合美穂                                   |
|                  |                          |                                            |
| 演出             | 演出                     | 高桑慎一郎                                 |
| 翻訳             | 翻訳                     | 鈴木導                                     |
| 効果             | 効果                     | 大野義信                                   |
| 調整             | 調整                     | 山田太平                                   |
| 制作             | 制作                     | 千代田プロダクション                       |
| 解説             | 解説                     | 増田貴光                                   |
| 初回放送         | 初回放送                 | 1974年2月23日 『土曜映画劇場』 21:00-22:30 |